# تاکاشی اوکوهارا
تاکاشی اوکوهارا (انگلیسی: Takashi Okuhara؛ زادهٔ ۳۱ ژوئیهٔ ۱۹۷۲) بازیکن فوتبال اهل ژاپن است.
از باشگاه‌هایی که در آن بازی کرده‌است می‌توان به باشگاه فوتبال توکیو اشاره کرد.